# Франк, Себастьян
Себастьян Франк (нем. Sebastian Franck; 20 января 1499, Донаувёрт — 1542, Базель) — немецкий философ-мистик, богослов, историк, гуманист, идеолог левого крыла Реформации, один из наиболее ярких представителей спиритуалистского направления Радикальной Реформации. Во «Всемирной хронике» и других сочинениях выступал против католической церкви, тирании князей. Продолжал традицию мистического пантеизма Экхарта и анонимного трактата XIV века «Немецкая теология».

## Биография
Себастьян Франк родился в городе Донаувёрт в Баварии, окончил университет в Ингольштадте и Доминиканский Вифлеемский колледж в Гейдельберге, после чего стал католическим священником в Аугсбурге. Около 1526, став священником в Бухенбахе, Франк примыкает к Реформации и становится лютеранским пастором. В следующем году он переходит в приход в Густенфельден, возле Нюрнберга, где он переводит «Диалог», трактат своего друга Андреаса Альтамера, направленный против одного из лидеров анабаптизма Ханса Денка и его сторонников, именуемых в трактате «фанатиками».
Однако с 1528 Франк сближается с радикальными реформаторскими группами. Он оставляет свой сан проповедника и отправляется в Нюрнберг, где 17 марта женится на Оттилии Бехаим, сестре сподвижников Ганса Денка. Именно в Нюрнберге происходит преобразование взглядов Франка и начинаются его странствия по городам Германии и Швейцарии в качестве независимого богослова и историка религии. Франк был одним из наиболее талантливых и известных представителей радикальной «народной реформации».
В 1529 году Франк переезжает в Страсбург, где знакомится с Швенкфельдом, Серветом, Бюндерлином и Хоффманом. Здесь же он публикует свой первый серьёзный труд «Chronica, Zeitbuch und Geschichtsbibel». Спиритуалистские взгляды Франка, выраженные в этом сочинении, были близко восприняты анабаптистами. Менно Симонс цитирует этот труд в своих работах чаще, чем какой-либо другой. Книга стала достаточно популярной, но Франк столкнулся с сильной враждебностью в качестве реакции, так как все религиозные группы чувствовали себя обиженными, даже Эразм был назван в ней еретиком. Франк утверждал, что все думают, что обладают истиной, но никто из религиозных лидеров не имеет её. В результате это привело к изгнанию Франка из Страсбурга 30 декабря 1531 года, после непродолжительного заключения.
В следующем году Франк обратился к городскому совету Страсбурга с просьбой разрешить ему вернуться в город и напечатать своё сочинение Weltbuch, но ему было отказано в обоих прошениях. После этого Франк селится в Эсслингене, где занимается изготовлением мыла для поддержания своего существования.
Летом 1533 года, посетив ярмарку в Ульме, Франк решает поселиться в городе, на что получает разрешение от городского совета. Здесь в следующем году он наконец издаёт свою Weltbuch, книгу по географии и культуре народов мира. Также здесь он издаёт свой перевод на немецкий Encomion Moriae Эразма в сопровождении трёх собственных трактатов. Но наиболее важным является издание в этом же году Paradoxa (280 утверждений о Боге и мире), сочинения, в котором наиболее ясно изложена богословская система Франка.
В Ульме Франк подвергся наиболее жестоким нападкам. Протестантский священник Мартин Фрехт оказался одним из наиболее яростных оппонентов Франка. В результате Филипп Гессенский затребовал его изгнания из Ульма как «анабаптиста и революционера». Франк был изгнан из города 3 марта 1535 года. По этому поводу он выразил протест, так как изгнание гражданина города (он получил гражданство 28 октября 1534 года) без официальных слушаний нарушало закон. Франк написал «Декларацию», в которой выступил с опровержением обвинений, выдвигаемых против него Фрехтом.

## Взгляды
Философские взгляды Франка можно охарактеризовать прежде всего как пантеистические, представлявшие собой синтез разнородных элементов, включавших лютеранское учение, средневековый мистицизм, элементы неоплатонизма, идеи Возрождения, гуманизма и рационализма, подкреплённые высказываниями как отцов церкви, так и нехристианских философов. Как религиозный философ он выступал за замену внешнего авторитета внутренним «просвещением» под воздействием Святого Духа. Данная идея ясно выражена в его главной философско-богословской мысли о конфликте, присущем как каждому человеку, так и истории в целом. Этот конфликт проистекает между Внутренним Словом (Логосом, Богом Сыном, вечным и невидимый Христом), которое является конечной реальностью, и внешним словом (законом, плотью, эгоизмом), представляющим собой лишь видимость. Эта мысль просматривается во всех его многочисленных трудах по теологии, истории, географии, космографии. Именно поэтому он был известен также как «Франк Слова».
Библия, согласно Франку, это полное аллегорий свидетельство о вечной истине, понять которое могут только те, в ком живёт Внутреннее Слово. Франк утверждает: 
Если мы не прислушаемся к слову Бога внутри нас, мы не сможем иметь дела с Писанием, поскольку все можно украсить и обосновать текстом.
 По этой причине никакая церковная организация со своими «внешними» догмами, ритуалами, таинствами не может быть названа истинной церковью. Церковь Христа — это «духовная церковь», для которой необходимо внутреннее озарение. Она является невидимой Церковью Духа. Такой конфликт, по Франку, носит универсальный характер. Вся человеческая история является взаимодействием Бога и мира, борьбой между духом и силами, которые оказывают ему сопротивление. В ней происходят закономерное развитие, «экстернализация» (овеществление) духовного начала, взлет и падение царств и народов, совершающиеся по воле Бога, который карает за отступления от Внутреннего Слова. Франк настаивает, что для принадлежности к истинной церкви необходимо лишь внутреннее «просвещение» от Святого Духа, а поэтому в неё могут входить даже нехристиане, если они приняли Внутренне Слово.
Франк был решительным защитником религиозной терпимости не только в отношении различных христианских объединений, но и иудеев, мусульман, язычников и даже еретиков, поскольку все люди созданы Богом, происходят от Адама, и Святой Дух доступен им в равной мере. Он был одним из первых последовательных пацифистов. В «Военной книге мира» (Das Kriegbüchlein des Friedens, 1539) он стремится доказать, что война не только противоречит учению Христа, но и является «дьявольским, бесчеловечным делом, отвратительной чумой… открытой дверью для всех пороков и грехов, разрушением земли и души, тела и чести».
Протестантские ортодоксы (прежде всего М. Лютер, Ф. Меланхтон, М. Буцер) постоянно демонстрировали своё враждебное отношение к Франку. Лютер, например, называл его «клеветническим ртом, наиболее угодным дьяволу», а конвенция протестантских теологов в Шмалькальдене (1540) приняла специальную резолюцию, осуждающую взгляды Франка и К. Швенкфельда. Хотя официальная протестантская историография всячески стремилась замолчать труды Франка, они оказали большое влияние на последующее реформационное движение (прежде всего на формирование «мирных анабаптистов», менонитов, баптистов, методистов, арминиан, квакеров) и развитие протестантской теологии, на немецкую культуру в целом. Вильгельм Дильтей утверждал, что идеи Франка «сотней потоков вливаются в современность».
Также Франк представил обобщающую картину исторического развития человечества. Источник всех несчастий человечества он видел в частной собственности (понимая под ней феодальную собственность), выступал против тирании духовенства, князей и дворян, доказывал неизбежность гибели власть имущих (но был противником народных восстаний). Франк оказал существенное влияние на различные направления позднереформационных течений.